# Nibe Festival
Das Nibe Festival ist ein dänisches Musikfestival, das jährlich bei Nibe auf der Halbinsel Himmerland stattfindet.

## Geschichte
Das Festival wurde erstmals 1985 veranstaltet. Mittlerweile wird es jährlich von rund 15.000 Menschen besucht.

## Acts (Auswahl)
- 2023: Lukas Graham, OneRepublic, Zara Larsson, Prisma, The Minds Of 99, Tobias Rahim, TV-2[3]
- 2022: The Black Eyed Peas, Tom Jones, Alex Vargas, Carly Rae Jepsen, D-A-D, Dizzy Mizz Lizzy, Suspekt[4]
- 2021: abgesagt[5]
- 2020: abgesagt[6]
- 2019: Martin Jensen, MØ, Suspekt[7]
- 2018: Big Boi, Mew, The Script, Alex Vargas, Dizzy Mizz Lizzy, Magtens Korridorer, Rasmus Seebach[8]
- 2017: Bryan Adams, Emeli Sandé, Suspekt[9]
- 2015: Dizzy Mizz Lizzy, Lukas Graham, Suspekt[10]
- 2014: Kells, Suede, The Offspring[11]